# Colleverde
Colleverde, ou Colleverde de Guidonia d'après son nom complet, est une frazione de la commune de Guidonia Montecelio, dans la province de Rome, située au km 16 de la Via Nomentana.
À proximité se trouvent Colleverde 2, Vena D'Oro et Parco Azzurro. Colleverde est situé à 52 m d'altitude avec une population de 4 879 habitants (données ISTAT 2001), tandis que Colleverde 2 est situé à 94 m d'altitude avec une population de 3 283 (données ISTAT, 2001) pour une population totale de 8 952 habitants en 2011 et une altitude moyenne de 73 m.

## Histoire
La ville d'aujourd'hui s'est développée depuis les années 1950. Après le développement de Colleverde 2, Vena d'Oro et de Blue Park, les zones résidentielles adjacentes se sont développées à partir des années 1980. Elles sont constituées de maisons de ville, simples, parfois avec de grands jardins et une architecture similaire aux chalets suisses. Le nom du village vient du nom du site antique où se trouve la ville de Cocuzzoletto. À l'époque romaine les environs étaient habités, comme en témoigne un emplacement souterrain à Blue Park (quartier résidentiel toujours situé sur la Via Nomentana, 100 mètres avant Colleverde). Il pouvait s'agir de la banlieue des villes de Nomentum ou Clustumerium. L'hypogée se compose de sous-sols à deux étages, où se trouvaient un entrepôt, au premier, et des tombes, au second.
Le site archéologique est situé un peu plus loin sur la Via Nomentana (entre les km 15 et 16). Pour les visites, il est nécessaire de se renseigner à Blue Park. À travers la Nomentana (partie de la municipalité de Rome, parce que sur cette route provinciale se trouve une ligne de démarcation entre les deux municipalités) se trouvent Les Maisons Neuves (Case Nuove), d'abord occupées par des moines, puis par diverses familles nobles, et qui sont aujourd'hui utilisées par la ville. L'aspect extérieur est roman rural; l'une des portes d'entrée a un petit pignon triangulaire, la porte de droite est au bas de l'arc de voûte et était la première possession du monastère de San-Paolo-fuori-le-Mura. Depuis 1528 se trouve le monastère des 3 fontaines, nommé du Bolis, puis « de Moroni » et l' heure actuelle « de Bona ».

## Monuments et lieux d'intérêt
- Maisons neuves ;
- Hypogée de Via Nomentana ;
- Église de San Remigio style de 2e moitié du XIXe , située à Colleverde Square. À l'intérieur se trouvent plusieurs peintures d'artistes locaux.
- En 1995 Vincenzo Silvano Casulli y a découvert l'astéroïde (7665) Putignano, nommé en l'honneur de la ville de naissance du découvreur.
- Belvédère de Colleverde 2.

## Économie
- Navette de transport avec Rome et Monterotondo;
- Mode (un atelier de mode s'est ouvert récemment dans la ville);
- De nombreuses usines et entreprises dans la zone industrielle située dans la localité Poggio Fiorito;